# Le 13e Guerrier
Pour plus de détails, voir Fiche technique et Distribution.
Le 13e Guerrier (The 13th Warrior) est un film américain réalisé par John McTiernan, sorti en 1999. Il s'agit d'une adaptation du roman Le Royaume de Rothgar (Eaters of the Dead) de Michael Crichton, lui-même inspirés des écrits d'Ibn Fadlân et du poème Beowulf.

## Synopsis
En 921, Ahmed Ibn Fahdlan, ancien poète à Bagdad, est nommé ambassadeur en Asie mineure par le calife. Il s'agit en fait d'un prétexte pour l'envoyer en exil pour avoir séduit la femme d'un proche du calife. Accompagné de Melchisidek, un vieil ami de son père, conseiller et traducteur de surcroît, lui et ses quelques hommes de confiance sont attaqués par un groupe barbare des steppes asiatiques. Les ayant acculés au pied d'une falaise, les barbares s'enfuient soudainement car un drakkar est en vue. Ahmed ne connaissant pas ces gens, décide d'aller à leur rencontre. Ibn Fahdlan ne comprend pas le norrois mais son compagnon Melchisidek, bien instruit comme lui, arrive à trouver un Viking, Herger, qui comprend le latin. Ils peuvent ainsi se renseigner sur ce qui se passe : les Vikings viennent faire le deuil de leur roi et un nouvel héritier prénommé Buliwyf lui a succédé. Ahmed et son groupe sont considérés comme des invités aux festivités.
Au matin arrive un autre bateau viking venu de leur pays très au nord. À son bord, un enfant annonce que son père le seigneur Rothgar et les siens sont frappés par un terrible mal, si terrible que les Vikings en taisent le nom. Ils décident alors de faire appel à l'oracle : celle-ci déclare que treize guerriers doivent faire route. Buliwyf se porte volontaire, suivi de Helfdane, Hyglak, Edgtho, Rethel, Haltaf, Roneth, Weath, Ragnar, Halga, Herger et Skeld. Mais d'après l'oracle, le treizième guerrier ne doit pas être de leur pays : il s'agit donc d'Ahmed qui accepte avec réticence. Sans son interprète, Ahmed ne comprend rien de ce que disent les Vikings et ceux-ci n'hésitent pas à se moquer de la petite taille de son cheval arabe. Écoutant attentivement leurs discussions durant le long voyage, Ahmed finit par apprendre leur langage et les surprend un soir tandis qu'ils se moquent de lui, en leur lançant une vague d'insultes typiquement nordiques. Il leur prouve également qu'un « chien » (surnom péjoratif dont ils ont affublé son cheval) peut sauter haut.
Après un long périple, le village est atteint mais le lieu est délabré et sans défense, peuplé principalement de vieillards, de femmes, d'enfants et d'un roi désemparé. Après avoir trouvé un jeune garçon apeuré, les guerriers menés par Weilew découvrent en forêt la chaumière de la famille de l'enfant. À l'intérieur, les corps des occupants sont retrouvés mutilés et dévorés. Une petite statuette, trouvée sur les lieux, leur indique qu'il s'agit de monstres, nommés Wendolls, dont la statuette représente leur mère. Plus tard, le seigneur Rothgar leur apprend que les Wendolls pillent et détruisent les villages alentour jour après jour et tuent son peuple. Ils entendent également parler d'une légende selon laquelle un serpent crachant le feu est descendu sur un village en des circonstances similaires. Buliwyf décide de passer la nuit avec ses guerriers dans un bâtiment mal défendu pour attirer les créatures. Tandis qu'ils font semblant de dormir, des formes étranges approchent puis leur tombent dessus. Les guerriers se battent à mort et parviennent à mettre les agresseurs en fuite. Hyglak et Ragnar sont tués dans ce combat, tandis qu'Ahmed est assommé. Cependant, il n'y a pas de cadavres hors ceux des Vikings : les monstres ont emporté les leurs, mais également les têtes de leurs ennemis vaincus.
Le lendemain, le groupe organise la défense et la fortification du village. Ahmed, peu à l'aise avec les armes vikings, se retaille une épée en forme de cimeterre, qu'il peut désormais manœuvrer avec aisance sous le regard amusé de ses compagnons. Mais au sein du village même existe une tension entre Buliwyf et Wigliff, le fils aîné de Rothgar, qui craint que son père, mourant, ne laisse son trône à ce chef étranger. Herger, sur ordre de Buliwyf, provoque en duel un des hommes du prince, et feint une apparente faiblesse. Alors qu'il va être tué par son adversaire, il évite au dernier moment l'épée et tranche la tête de son opposant sous les yeux d'un Wigliff humilié. Herger explique à Ahmed qu'il faut savoir feindre : Wigliff devra désormais « juger ce qu'il ne voit pas, et craindre ce qu'il ne connaît pas ». S'il ne peut plus correctement évaluer la force apparente de leur troupe, il devra se tenir tranquille un temps avant d'oser les attaquer de front.
Le soir, le « serpent de feu » arrive, descendant la colline dans une nappe de brouillard. Mais Ahmed voit une petite fille à l'extérieur des fortifications et se précipite avec son cheval pour la sauver. Il aperçoit alors le fameux serpent, en fait une longue ligne de cavaliers porteurs de torches. Il retourne au camp pour prévenir les autres guerriers et tous se préparent à combattre. La nuit tombe, le brouillard enveloppe le village et les Wendolls passent à l'attaque. Ils incendient les toits des maisons à l'aide de torches et Skeld est tué en tentant de neutraliser l'une d'elles. L'ennemi fait ensuite tomber les quelques charrettes servant de barrières à l'aide de grappins et investissent les lieux dans une charge de cavalerie. Roneth puis Halga sont à leur tour tués tandis que Rethel est mortellement blessé. Afin de stopper les cavaliers, Buliwyf rassemble Weath, Helfdane et Ahmed et leur donne à chacun un long pieu qu'ils plantent au sol et pointent vers l'ennemi. Ces derniers s'empalent tour à tour dessus et la charge ennemie est repoussée. Les Wendolls se retirent, Buliwyf aperçoit leur chef et lève son épée en signe de défi.
Grâce aux quelques cadavres de Wendolls fournis par la bataille, les Vikings découvrent que sous leur peaux d'ours se cachent en réalité des hommes de chair et de sang. Weilew leur conseille d'aller voir la doyenne du village. Celle-ci leur apprend que pour vaincre leurs ennemis, il faut tuer leur Mère ainsi que leur chef. Ils entreprennent donc de partir les tuer en les traquant dans leur tanière. De par leur allure et la façon de se vêtir, Ahmed comprend que les Wendolls se prennent pour des ours (ou veulent le faire croire), ce qui permet de trouver leur repaire, dans les grottes de la falaise des montagnes. Ils s'y infiltrent discrètement et Buliwyf parvient à tuer la mère des Wendolls ; mais celle-ci l'a blessé avec un crochet enduit de venin de serpent. Alertés, les Wendolls accourent et repoussent les Vikings dans un apparent cul-de-sac. Blessé, Helfdane reste en arrière et ne ressortira pas. Grâce à Ahmed, les guerriers trouvent une brèche dans le mur qui conduit à un passage sous-marin et regagnent la surface.
Buliwyf est mourant et les Vikings se doutent que les Wendolls, qui ont toujours leur chef, attaqueront une nouvelle fois la nuit. Mais l'ennemi les surprend, deux fois plus nombreux, et le village se prépare à cette lutte ultime. Ahmed s'en remet à Allah en faisant une prière, puis rejoint celle qu'adressent les Vikings à leurs dieux, Buliwyf en tête, chancelant mais au côté de ses guerriers. Après un rude combat, Buliwyf abat le chef des Wendolls puis s'éteint, l'arme à la main. Privé désormais de leur mère et de leur chef, les Wendolls fuient la bataille et le village et ses derniers habitants sont sauvés.
Herger met un bateau à la disposition d'Ahmed qui peut ainsi repartir dans son pays, bénissant cette tribu de Vikings païens et promettant de narrer les aventures de Buliwyf et de ses compagnons.

## Fiche technique
Sauf indication contraire, les informations mentionnées dans cette section peuvent être confirmées par les bases de données cinématographiques IMDb et Allociné,  présentes dans la section « Liens externes ».
- Titre original : The 13th Warrior
- Titre français et québécois : Le 13e Guerrier[1]
- Réalisation : John McTiernan
- Scénario : Warren Lewis (en) et William Wisher Jr., d'après le roman Le Royaume de Rothgar de Michael Crichton
- Musique : Jerry Goldsmith
- Direction artistique : R. St. John Harrison, William Heslup et Helen Jarvis
- Décors : Wolf Kroeger et William Lakoff
- Costumes : Sandra J. Blackie, Nancy Duggan et Kate Harrington
- Photographie : Peter Menzies Jr.
- Son : Michael Minkler, Frank A. Montaño, Alan Robert Murray
- Montage : John Wright
- Production : Michael Crichton, Ned Dowd et John McTiernan
  - Production déléguée : Ethan Dubrow et Andrew G. Vajna
  - Production associée : Casey Grant
  - Coproduction : Lou Arkoff
- Sociétés de production : Walt Disney Pictures[2], présenté par Touchstone Pictures
- Sociétés de distribution : Buena Vista Pictures Distribution (États-Unis) ; Metropolitan Filmexport (France)
- Budget : estimé entre 85 millions de $[3] et 160 millions de $[4],[5],[6],[7]
- Pays de production :  États-Unis
- Langues originales : anglais, latin, suédois, vieux norrois, danois, arabe
- Format : couleur — 35 mm — 2,39:1 (Panavision) — son DTS / Dolby Digital / SDDS
- Genre : aventure, action, historique
- Durée : 102 minutes
- Dates de sortie[8] :
  - France : 18 août 1999[9] ; 28 janvier 2010 (Festival international du film fantastique de Gérardmer)
  - États-Unis, Québec : 27 août 1999[1]
  - Belgique : 15 septembre 1999[10]
- Classification :
  - États-Unis : les enfants de moins de 17 ans doivent être accompagnés d'un adulte (R – Restricted)[N 1]
  - France : tous publics avec avertissement[11],[N 2]
  - Belgique : tous publics (Alle Leeftijden)[10]
  - Québec : 13 ans et plus (13+ / 13 years and over)

## Distribution
Légende : VF = Version Française et VQ = Version Québécoise
- Antonio Banderas (VF : Bernard Gabay[14] et VQ : Luis de Cespedes) : Ahmed Ibn Fahdlan
- Omar Sharif (VF : Claude Giraud et VQ : Vincent Davy) : Melchisidek
- Vladimir Kulich (VF : Sylvain Lemarié et VQ : Daniel Picard) : Buliwyf
- Dennis Storhøi (VF : Bernard-Pierre Donnadieu et VQ : Alain Zouvi) : Herger
- Clive Russell (VF : Vincent Grass) : Helfdane
- Daniel Southern (de) : Edgtho
- Tony Curran (VF : Maurice Decoster et VQ : François Godin) : Weath
- Mischa Hausserman : Rethel
- Richard Bremmer : Skeld
- Albie Woodington (de) : Hyglak
- Sven Wollter (VF : Georges Lycan) : le roi Rothgar
- Diane Venora : la reine Weilew
- Maria Bonnevie : Olga
- Asbjørn Riis (da) : Halga
- Neil Maffin : Roneth
- John DeSantis : Ragnar
- Oliver Sveinall : Haltaf
- Erick Avari (VF : Gabriel Le Doze) : le meneur de la caravane
- Sven-Ole Thorsen : le successeur du roi
- Brian Jensen : un viking
- Alex Zahara : un viking

## Production

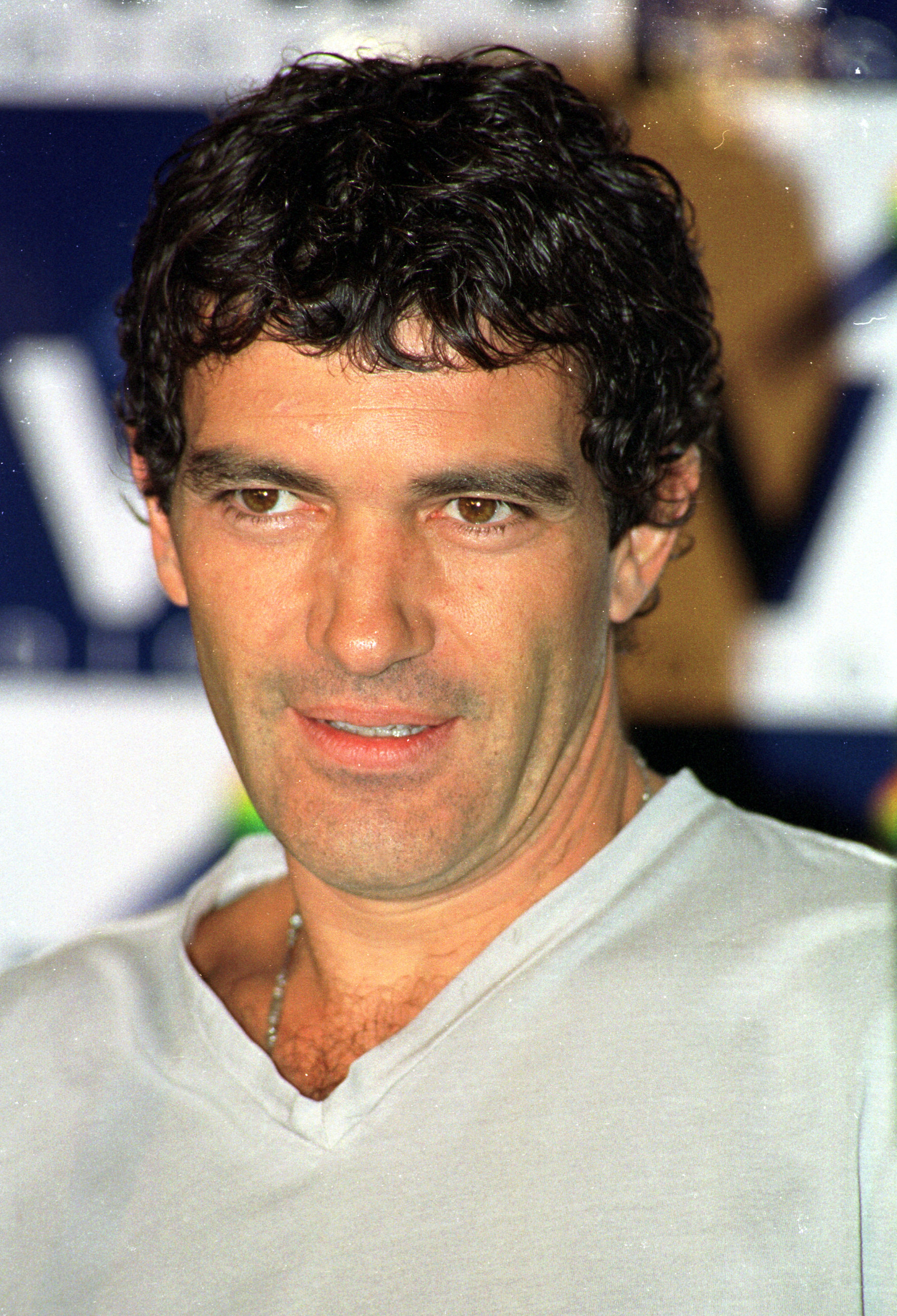
L'acteur principal Antonio Banderas l'année de sortie du film.

### Scénario
Le scénario est une adaptation du roman Le Royaume de Rothgar (Eaters of the Dead) de Michael Crichton, également producteur du film. L'intrigue incorpore également des éléments tirés de Beowulf, un poème épique majeur de la littérature anglo-saxonne, probablement composé entre la première moitié du VIIe siècle et la fin du premier millénaire. Stuart Gordon avait tenté d'acheter les droits du roman de Michael Crichton au début des années 1990. Martha Coolidge s'y intéressera également, avant que John McTiernan soit choisi comme réalisateur. William Wisher Jr. et Warren Lewis sont chargés d'écrire le scénario du film, alors intitulé Eaters of the Dead.
Le nom du chef des Vikings, Buliwyf, est à rapprocher de Beowulf, légende dont le scénario reprend la trame,,. Il s'agit d'une adaptation du roman Le Royaume de Rothgar de Michael Crichton, lui-même inspiré du récit d'Ibn Fadlân, un lettré d’origine arabe du Xe siècle qui a laissé un récit de ses voyages comme membre de l’ambassade du calife de Bagdad au roi des Bulgares de la Volga.

### Tournage et postproduction
Le tournage a lieu de juin à novembre 1997, en Colombie-Britannique (Williams Lake, Pemberton, Vancouver,Campbell River). Des reshoots ont lieu ensuite lieu en 1998 à la suite de projections test négatives,.
Le tournage et la postproduction du film ont été émaillés de conflits entre le réalisateur John McTiernan et le producteur Michael Crichton. Après le départ de John McTiernan en pleine postproduction, Michael Crichton assure seul le montage du film et décide de rejeter la musique composée initialement par Graeme Revell : il fait alors appel à Jerry Goldsmith pour composer une nouvelle partition, ce qui explique en partie pourquoi le film est considéré comme un « grand film malade », certaines scènes apparaissant comme mal développées au montage (comme l'atteste l'ouverture du film).
Contrairement à ce que prétend une rumeur tenace relayée par la presse spécialisée depuis 10 ans, il n'existe et n'a jamais existé aucun montage de 2 h 30 du métrage. D'après John McTiernan, dans une interview de 2003 disponible sur l'édition blu-ray éditée en France, son montage était plus long de 5 à 10 minutes. Cependant, il existe une version différente du montage final, due à des séquences retournées par Michael Crichton qui ont remplacé celles initialement réalisées par John McTiernan. Dans une interview sur le blu-ray, l'acteur Vladimir Kulich (Buliwyf) admet avoir vu le montage de McTiernan et affirme que ce dernier est bien différent du film sorti en salles.

## Accueil

### Accueil critique
Le film reçoit des critiques plutôt négatives. Sur l'agrégateur américain Rotten Tomatoes, il récolte 33 % d'opinions favorables pour 88 critiques et une note moyenne de 4,63⁄10. Sur Metacritic, il obtient une note moyenne de 42⁄100 pour 27 critiques.
Sur le site français Allociné, qui recense 11 titres de presse, le film obtient une moyenne de 3,3⁄5.

### Box-office
Le film est un des plus gros échecs au box-office, ne rapportant que 61 millions de dollars dans le monde, pour un budget estimé à 160 millions de dollars (les producteurs préciseront que le film a plutôt couté 90 millions de dollars, sans les frais de publicité).
| Pays ou région    | Box-office        | Date d'arrêt du box-office | Nombre de semaines |
| ----------------- | ----------------- | -------------------------- | ------------------ |
| États-Unis Canada | 32 698 899 $      | 11 novembre 1999           | 11                 |
| France            | 1 229 051 entrées |                            |                    |
| Total mondial     | 61 698 899 $      |                            |                    |

## Distinctions

### Récompenses
- ALMA Awards 2000 : meilleur acteur dans un long métrage pour Antonio Banderas
- Imagen Foundation Awards 2000 : meilleur long métrage de cinéma

### Nominations
- International Film Music Critics Award (IFMCA) 1999 : bande originale de l'année pour Jerry Goldsmith
- Hollywood Makeup Artist and Hair Stylist Guild Awards 2000 : meilleures coiffures d'époque dans un long métrage pour Angelina P. Cameron, Janet MacDonald et Peter Tothpal

## Éditions en vidéo
- En France, le film Le 13e Guerrier est sorti en DVD édition prestige le 23 août 2000[28]. Par la suite le film sort en Blu-ray dans une édition collector limitée le 2 novembre 2011[29] puis en Blu-ray simple le 19 février 2014[30]. Le film est également sorti en VOD le 3 septembre 2018[9].
- Au Québec, le film est sorti en DVD le 18 janvier 2000[1].